# Ашуг Гусейн Бозалганлы
Ашуг Гусе́йн Бозалганлы́ (псевдоним; настоящее имя — Гусейн Джафаргулу оглы Гулиев; 1863, дер. Бозалганлы, ныне Товузский район, — 13 ноября 1941, дер. Бозалганлы) — азербайджанский поэт-ашуг. Заслуженный деятель искусств Азербайджанской ССР (1940).

## Биография
Родился в 1863 году в деревне Бозалганлы ныне Товузского района в семье крестьянина Джафаргулу.
Был крестьянином. После 1929 года работал в колхозе.
Талантливый импровизатор, Гусейн Бозангалы создавал произведения лирического и сатирического содержания в разных жанрах ашугской поэзии: гошма, мухаммасы, гозалламе, дастаны, герайли.
Знаток героического эпоса «Кёроглы». В годы советской власти воспевал свободу, завоеванную народом, высокие человеческие чувства.
Его произведения впервые изданы в коллекционный сборник «Ашуги» (азерб. «Ашыглар», 1937). В 1938 году вышел авторский сборник «Ашуг Гусейн Бозалганлы».
Дастан «Танрыверди» включен в 5-й тон «Азербайджанских дастанов» (азерб. «Азәрбајҹан дастанлары», 1972).
В 1973 году вышел сборник его стихотворений. В 1984 году вышел сборник стихотворений на русском языке. В 1987 году опубликованы «Дастаны и рассказы».
В 2015 году вышли «Избранные сочинения» в 2х томах.
Скончался 13 ноября 1941 в родной деревне Бозалганлы.

## Награды
- Заслуженный деятель искусств Азербайджанской ССР (1940)

## Память
Государственный музей ашугского искусства Азербайджана (Товуз) носит имя ашуга Бозалганлы.